# Frank Sargeson
Frank Sargeson est le pseudonyme de l'écrivain néo-zélandais Norris Frank Davey (21 mars 1903 - 1er mars 1982). Il est surtout connu pour ses nouvelles qui participent, comme celles de Katherine Mansfield, à la diffusion de la littérature néo-zélandaise dans le monde.

## Biographie
Né à Hamilton, Sargeson introduit l'anglais néo-zélandais dans la littérature anglophone. Son style, épuré, raconte les événements sans les expliquer.
Sargeson est connu pour sa description de l'homme néo-zélandais, laconique et rustre, même si son enfance est plutôt confortable et puritaine. Une fois finies ses études en droit, il passe deux ans au Royaume-Uni. Dans les années 1930 il commence à vivre dans la maison de vacances de ses parents, au 14A Esmonde Road, à Takapuna, alors banlieue d'Auckland mais aujourd'hui partie de North Shore City. Il hérite de cette propriété, qui devient pendant plusieurs décennies un important lieu de rencontre pour les figures littéraires et bohèmes d'Auckland.
Quand Janet Frame sort en 1955 de huit ans passés dans des hôpitaux psychiatriques, Sargeson l'invite à rester chez lui, dans une petite hutte sur sa propriété. Il la présente à d'autres écrivains et l'encourage à écrire. Elle y reste pendant environ un an, y composant son premier roman, Owls Do Cry, publié en 1957.
Dans les années 1930 et 1940 Sargeson éprouve des difficultés économiques, son activité littéraire lui rapportant peu d'argent. Cette expérience le rend sympathisant de la gauche. Il est également homosexuel à une époque où la loi l'interdit. En 1929 il est arrêté pour « atteinte à la moralité » à Wellington, mais est acquitté. Son biographe Michael King indique que cet évènement explique le choix de Sargeson de publier sous un pseudonyme et ne jamais pratiquer la profession de solliciteur pour laquelle il avait étudié.
Il décède à Auckland en 1982.